# 蔡伦路
蔡伦路是中國上海市浦东新区的一条街道，东西走向。蔡伦路东起张江路，西至达尔文路，达尔文路以西仍有一段道路。路名源自东汉科学家、四大发明中造纸术的发明人蔡伦。

## 周边建筑物
- 张江创业园
- 上海科学院
- 张江药谷
- 上海中医药大学
- 复旦大学张江校区

## 交会道路（东向西）
- 张江路
- 蔡伦支路
- 法拉第路
- 伽利略路
- 哥白尼路
- 爱迪生路
- 哈雷路
- 李冰路

新开河桥

- 金科路

三星河桥

- 仲景路
- 华佗路

长滨河桥

- 科苑路
- 达尔文路